# François Goguel
François Goguel (* 3. Februar 1909 in Paris; † 15. April 1999 in Paris) war ein französischer Jurist, Politikwissenschaftler und Politiker.

## Leben und Wirken
François Goguel, Sohn des evangelischen Theologen Maurice Goguel, studierte Rechtswissenschaft und Politikwissenschaft, zunächst von 1926 bis 1929 an der École libre des sciences politiques ("Sciences Po") und anschließend an der Universität Paris, wo er 1937 den Doktorgrad erwarb. Im Jahre 1931 begann seine berufliche Tätigkeit im Büro des französischen Senats, dem Oberhaus des Parlaments Frankreichs. Von 1948 bis 1958 hatte er eine leitende Stellung in der Verwaltung des Senats, der in dieser Zeit "Conseil de la République" genannt wurde. Von 1954 bis 1971 war er dann Generalsekretär des Conseil de la Republique bzw. ab 1958 des Senats.
Von 1945 bis 1956 war Goguel außerdem Generalsekretär der Fondation nationale des sciences politiques, dem Verwaltungsteil der École libre des sciences politiques. Von 1948 bis 1970 lehrte er Politikwissenschaft an der Universität Paris (Institut d'études politiques). Im Jahre 1971 wurde er Präsident der "École Nationale des Sciences Politiques"; der französischen Staatspräsident ernannte ihn im gleichen Jahr zum Mitglied des Verfassungsrates ("Conseil constitutionel"), dem Verfassungsgericht des Frankreichs.
Goguel veröffentlichte zahlreiche Arbeiten vor allem zum politischen System Frankreichs, zu dortigen Parlamentswahlen und Referenden, von denen zwei Werke ins Deutsche übersetzt wurden. Er erfuhr mehrere Ehrungen. So wurde er Kommandeur der Ehrenlegion, erhielt die Ehrendoktorwürde der Universität Oxford und wurde 1990 korrespondierendes Mitglied der British Academy.

## Veröffentlichungen (Auswahl)
- Le rôle financier du senat français. Essai d'histoire parlementaire. Recueil Sirey, Paris 1937 (= Dissertation Universität Paris).
- La politique des partis sous la IIIe République. Éd. du Seuil, Paris 1946.
- (mit Maurice Duverger): L'influence des systèmes électoraux sur la vie politique. Librairie Colin, Paris 1950.
- Géographie des élections françaises de 1870 à 1951. Colin, Paris 1951 (Neuausgabe 1970).
- France under the Fourth Republic. Cornell University Press, Ithaca, NY 1952.
- (Hrsg.): Nouvelles études de sociologie électorale. Colin, Paris 1954.
- Le travail parlementaire en France et à l'étranger. Presses Univ. de France, Paris 1955.
- La régime politique français. Seuil, Paris 1955.
- Das französische Regierungssystem. Zwei Bände. Übers. von Gilbert Ziebura (= Die Wissenschaft von der Politik, Bd. 3). Westdeutscher Verlag, Köln/Opladen 1956/1957.
- (Mitautor): Le réferendum du septembre et les élections de novembre 1958. Colin, Paris 1960.
- (Hrsg.): La réferendum du 8 janvier 1961. Colin, Paris 1961/1962.
- (Hrsg.): La réferendum du 8 avril 1962. Zwei Bände. Colin, Paris 1962/1963.
- (mit Alfred Grosser): La politique en France. Colin, Paris 1964 u. zahlreiche weitere Aufl. (dt. Übers. u.d.T.: Politik à la française. Mohn, Gütersloh 1966. Neuausgabe u.d.T. Politik in Frankreich, UTB, Bd. 1056. Schöningh, Paderborn 1980, ISBN 3-506-99329-1).
- (Hrsg.): Le Réferendum d'octobre et les élections de novembre 1962. Colin, Paris 1965.
- Modernisation économique et comportement politique. Colin, Paris 1969.
- Chroniques électorales. Les scrutins politiques en France de 1945 à nos jour. Drei Bände. Presses de la Fondation Nationale des Sciences Politiques, Paris 1981–1983